# Steinsdalsfossen
Steinsdalsfossen (også kaldt Øvsthusfossen og Øfsthusfossen) ligger to kilometer vest for Norheimsund i Kvam kommune i Hardanger i Vestland fylke i Norge. Vandfaldet er et af de mest besøgte i Norge og er specielt fordi der går en sti bagom faldet hvor man kan gå helt tørskoet. Fossen har et fald på 20 meter og rimelig god vandføring, særlig i maj og juni efter tøbruddet.
Steinsdalsfossen er en del af Fosselven som har sit udspring fra Myklavatn som ligger 814 moh.
På verdensudstillingen i Hannover i 2000 var Norge repræsenteret med en installation af Marianne Heske hvor en 15 meter høj stiliseret kopi af Steinsdalsfossen var en vigtig del.